# Integriertes Breitbandiges Fernmeldenetz
Das Integrierte Breitbandige Fernmeldenetz (IBFN) war ein in den 1970er Jahren geplantes Breitbandnetz, ähnlich dem Breitband-ISDN (B-ISDN). Es wurde im Bundestag im Rahmen eines Digitalisierungsprojektes von 1979 bis 1985 in die damalige Bedarfsplanung einbezogen.
Während B-ISDN das schmalbandige ISDN nur um die breitbandigen Dienste der Individualkommunikation wie Bildtelefonie erweitern sollte, war für das IBFN zusätzlich noch als Breitbandverteilnetz die Integration der massenmedialen breitbandigen Verteildienste Fernsehen und Hörfunk vorgesehen. Das IBFN wird daher auch als Universalnetz bezeichnet. Der Übergang von schmalbandigen Telekommunikationsnetzen zur Verwendung von Lichtwellenleiter-basierender Breitbandvermittlungsnetze war von der Bundesregierung für 1992 anvisiert.
Erste Feldversuche fanden von 1984 bis 1989 im Rahmen des BIGFON-Programmes statt. Das Netz wurde – angesichts immenser prognostizierter Kosten für den Aufbau eines Glasfasernetzes – niemals realisiert. 